# Торф
Торф (устар. турф) — осадочная рыхлая горная порода, находящая применение как горючее полезное ископаемое. Торф образуется в процессе естественного отмирания и неполного распада болотных растений в условиях избыточного увлажнения и затруднённого доступа воздуха. Здесь они разлагаются не полностью, как в почве, а только частично, их остатки из года в год накапливаются. Интенсивность накопления избыточной влаги и развитие торфообразовательного процесса зависят от климатических, геологических, гидрогеологических и геоморфологических условий.
В умеренных, северных и субарктических регионах, где отрицательные температуры в течение длительного периода зимой уменьшают скорость разложения, торф образуется из мхов, трав, кустарников и небольших деревьев. Во влажных тропиках он образуется из деревьев тропических лесов (листья, ветви, стволы и корни) при почти постоянно высоких температурах.
По внешнему виду торф в естественном состоянии представляет относительно однородную по составу и окраске массу чёрного или темно-коричневого цвета различных оттенков. При малой степени разложения торф по внешнему виду представляет собой волокнистую массу светло-жёлтой окраски, с хорошо сохранившимися тканями растений. Торф высокой степени разложения представляет собой слоистую или землистую массу темно-коричневой и чёрной окраски.
Торф имеет множество применений: в энергетике как топливо для производства электроэнергии, тепла на электростанциях или непосредственно как источник тепла для промышленных, жилых и других целей; в садоводстве и сельском хозяйстве в качестве удобрения; в химической технологии и медицине для получения активированного угля, смол и воска, лекарственных препаратов и пр.
Как топливо, торф является химически и геологически наиболее молодым ископаемым твёрдым топливом и обладает высоким выходом летучих Vг = 70 %, высокой влажностью Wр = 40...50 %, умеренной зольностью Ас = 5...10 %, низкой теплотой сгорания Qрн = 8,38...10,47 МДж/кг (высшая теплота сгорания органической массы составляет 21,4...24,7 МДж/кг). Количество углерода в горючей массе (без влаги и золы) составляет около 58 %.

## Запасы торфа в мире
По разным оценкам, в мире от 250 до 500 млрд тонн торфа (в пересчёте на 40 % влажность), он покрывает около 3 % площади суши. При этом в северном полушарии торфа больше, чем в южном; заторфованность растёт при движении к северу и при этом возрастает доля верховых торфяников. Так, 
- в Германии площади торфяников занимают 4,8 %,
- в Швеции — 14 %,
- в Финляндии — 30,6 %.
- В России доля занятых торфяниками земель достигает 31,8 % в Томской области (Васюганские болота) и 12,5 % — в Вологодской. Также большое количество залежей торфа есть в Республике Карелия, Республике Коми, ряде западных областей (особенно в Рязанской, Московской, Владимирской областях).
- Достаточные запасы торфа имеются на Украине (месторождение Морочно-1).
- Также большие запасы торфа имеются в Индонезии, Канаде, Белоруссии, Ирландии, Великобритании, ряде штатов США[4].

По оценкам канадской Peat Resources (2010 год), на первом в мире месте по запасам торфа (170 млрд т) — Канада, на втором — Россия (150 млрд т).
Возобновление торфа в России оценивается в 260—280 млн тонн в год.
Добыча торфа осуществляется с помощью специальных машин или механизированных комплексов.

## Торфяная земля
Из верхового, реже из низинного разложившегося торфа заготавливаются торфяная земля и торфяной перегной, используемые в садоводстве и декоративном цветоводстве.
Торф улучшает плодородие земли. Для употребления в качестве компонента почвенных смесей для комнатных и оранжерейных растений дернины торфа выветривают в низких и широких кучах три года, поскольку в свежевыкопанных торфяных дернинах имеются вредные для большинства растений вещества (кислоты). Для ускорения выветривания и вымывания кислот производят регулярное перелопачивание. Почвенные смеси на основе торфа характеризуются значительной влагоёмкостью. В смеси с песком торфяная земля применяется для посевов мелких семян и в качестве основного компонента при приготовлении земляных смесей для многих растений защищенного грунта.

## Классификация торфа
Зольность торфа (несгорающий остаток, образующийся из минеральных примесей топлива при полном его сгорании)
по вместимости золы делят на:
- малозольный (менее 5 %),
- среднезольный (5—10 %),
- высокозольный (более 10 %).

Зольность определяется озолением пробы топлива в муфельной печи и прокаливанием зольного остатка при температуре 800—830 °C.

## Экологические функции
Торфообразование продолжается и в настоящее время. Торф выполняет важную экологическую функцию, накапливая продукты фотосинтеза и таким образом аккумулируя в себе атмосферный углерод.
После осушения торфяной залежи из-за доступа кислорода в торфе начинается активная деятельность аэробных микроорганизмов, разлагающих его органическое вещество. Этот процесс называется минерализацией, в ходе него углекислый газ выделяется со скоростью, на порядок превосходящей скорость его аккумуляции в ненарушенном болоте.
Опасность представляют торфяные пожары, которые могут произойти в осушённых торфяниках.
На торфяных залежах образуются органогенные торфяные почвы. Оторфованность может наблюдаться в верхних горизонтах минеральных почв при длительном переувлажнении или в холодном климате.
При затоплении торфяников водами водохранилищ, массы торфа иногда всплывают, образуя плавучие острова.

## Применение в науке
Растительное происхождение торфа впервые установил М. В. Ломоносов.
Так как торф достаточно быстро накапливается и хорошо компрессируется при перегнивании, в торфяниках отлагаются привнесённые в него вещества. Поверхность торфяника неровная, и вещества, выпавшие на него, обычно плохо выдуваются обратно ветром. По причине перегнивания и более-менее равномерного сжатия эти вещества хорошо прослеживаются в переслоениях уплотнившегося торфа.
При извержениях вулканов выпавшие пеплы хорошо прослеживаются в торфяниках, а органическое вещество торфяников выше и ниже отложившегося пепла поддаётся датировке радиоуглеродным методом. В тефрохронологии это распространённый метод датировок выпавших вулканических пеплов, который широко применяется в Японии, на Курилах, на Камчатке, на Алеутских островах и Аляске. Также в прибрежных торфяниках отлагается песок, который выносят волны цунами. Таким образом можно датировать извержения вулканов и крупные цунами, случившиеся 4000 и более лет назад.

## Отечественные учёные в области торфа
Сытин Леонид Аполлонович (1829—1913) был первым русским торфмейстером, основоположником торфяного дела в России, организатором первых торфяных разработок.
- Антонов, Василий Яковлевич (1909—1985)
- Афанасьев, Алексей Егорович (1936—2014)
- Вавилов, Пётр Михайлович (1872—1926)
- Варенцов, Владимир Семёнович (1900—1972)
- Веллер, Михаил Абрамович (1875—1966)
- Воларович, Михаил Павлович (1900—1987)
- Горячкин, Виктор Георгиевич (1894—1968)
- Зюзин, Владимир Александрович (1897—1971)
- Наумович, Василий Митрофанович (1916—1992)
- Раковский, Владимир Евгеньевич (1900—1988)
- Севергин, Василий Михайлович (1765—1826)
- Сидякин, Сергей Алексеевич (1898—1960)
- Солопов, Сергей Георгиевич (1901—1975)
- Тюремнов, Сергей Николаевич (1905—1971)